# Yenifasu Filmya
Pour plus de détails, voir Fiche technique et Distribution.
Yenifasu Filmya (የነፋሱ ፍልሚያ) est un film dramatique germano-éthiopien réalisé par Jan Philipp Weyl et sorti en 2019.

## Synopsis
Le destin de deux frères, dont l'un rêve de devenir athlète olympique, tandis que l'autre aspire à devenir photographe. Ils se séparent, mais leurs chemins se croisent à nouveau à l'âge adulte.
Abdi (Ashenafi Nigusu) et Salomon (Mikias Wolde) sont des amis d'enfance qui grandissent dans la campagne éthiopienne. Leurs chemins divergent radicalement lorsque Salomon s'enfuit vers la grande ville avec le rêve de devenir photographe, pour finalement se retrouver à la rue, à chercher de la nourriture en mauvaise compagnie. Dix ans plus tard, Abdi, qui idolâtre le coureur olympique Haile Gebrselassie, s'installe lui aussi dans la capitale, où il continue à s'entraîner et remporte même un championnat national. Après des retrouvailles émouvantes, Abdi tente de sortir Salomon de sa situation précaire, mais n'y parvient pas.

## Fiche technique
- Titre original amharique : Yenifasu Filmya (የነፋሱ ፍልሚያ)[2]
- Titre allemand : Running Against the Wind[3]
- Réalisation : Jan Philipp Weyl
- Scénario : Jan Philipp Weyl, Michael Wogh
- Photographie : Mateusz Smolka
- Montage : Amanuel Tilahun Tadesse
- Musique : Teddy Mak, Sileshi Demissie, Kenny Allen, Lew Berhane
- Décors : Bartholomäus Martin Kleppek, Iraí Amana Martins de Souza	, Elias Mulualem
- Production : Saol Adinew Endale, Samerawit Seid Kekebo, Chris Naumann, Andreas Seck, Jan Philipp Weyl
- Sociétés de production : R&B Räuber & Banditen Film, Ac Independent Film
- Pays de production :  Éthiopie -  Allemagne
- Langue originale : amharique
- Format : couleurs - 2,39:1
- Genre : film dramatique
- Durée : 116 minutes
- Dates de sortie : 
  - Éthiopie : 14 septembre 2019 (Addis-Abeba)
  - Allemagne : 20 juillet 2023

## Distribution
- Mikias Wolde : Salomon
- Ashenafi Nigusu : Abdi
- Joseph Reta Belay : Kiflom
- Samrawit Desalegn : Genet
- Genene Alemu : l'entraîneur

## Accueil critique
« Le film explore les complexités de la fraternité, qu'il s'agisse du lien entre Salomon et ses compagnons d'infortune ou de la camaraderie au sein de l'équipe d'athlètes d'Abdi. Bien que leurs interprétations ne soient pas toujours assurées, Nigusu et Wolde capturent la première étreinte de leurs personnages après des années de séparation dans un moment magnifiquement doux-amer. Se souriant timidement l'un à l'autre, les deux jeunes hommes retombent soudainement et de manière émouvante dans l'état où ils étaient lorsqu'ils étaient enfants »

— Phuong Le